# The Settlers III
The Settlers III (нем. Die Siedler III) — компьютерная игра в жанре стратегии в реальном времени, разработанная и изданная немецкой фирмой Blue Byte Software в 1998 году.

## Игровой процесс
The Settlers III — стратегия в реальном времени с элементами градостроительного симулятора, управляемая через интерфейс point-and-click, в котором основной целью на каждой карте является постройка поселения с самодостаточной экономикой, создание достаточной армии для завоевания вражеских территорий, и, в конечном итоге, контроль над всей картой или определённой её областью. Для достижения этой цели, игрок должен заниматься экономическим микроконтролем, постройкой сооружений и производством ресурсов.

### Режимы игры
В режиме кампании игрок должен пройти набор миссий, цель каждой из которых — победить ИИ-игрока, получив контроль над его территорией. Изначально в игре было три кампании по восемь миссий в каждой — по кампании для римлян, египтян и азиатов. В дополнении Mission CD было добавлено ещё три расовых компании по восемь миссий, а Quest of the Amazons добавила две кампании по 12 миссий: в одной игрок управляет амазонками и сражается с тремя расами, в другой — управляет за классические три расы против амазонок.
В режиме сценария и многопользовательском режиме игрок должен выбрать существующую или рандомно сгенерированную карту, после чего настроить игру, например, указав количество ресурсов, с которыми начинают игроки. Также игрок должен выбрать тип игры: Map Defaults (режим по-умолчанию, зависит от выбранной карты), Teams (можно настроить любую комбинацию игроков и команд) или No Teams (который делится на League, матчи в котором влияют на рейтинг игроков; Free-for-All — «каждый сам за себя»; Free Aliance, в котором игроки могут заключать союзы; и Play Alone, в котором есть только один игрок). В дополнении Quest of the Amazons был также добавлен режим Economic Mode, в котором побеждает игрок, первый достигший заданной экономической цели.

### Поселенцы и транспортировка
Независимо от выбранного режима, игра начинается одинаково: в распоряжении игрока находится небольшое поселение, определённое количество ресурсов и инструментов, а также поселенцев. Поселенцы могут переносить материалы, инструменты и продукцию, а также работать в зданиях. Новые поселенцы могут быть получены при постройке жилых домов. Игрок отдаёт общие приказы, например, на постройку определённого строения в указанном месте, и ИИ автоматически занимается распределением задач для конкретных поселенцев.
Важное отличие The Settlers III от прошлых игр серии — отсутствие дорог. Поселенцы могут свободно перемещаться по территории игрока, и ИИ будет самостоятельно выбирать для них маршруты. Также игрок может построить рынок, позволяющий создавать торговые маршруты в пределах одного континента, и верфь, позволяющую создавать транспортные и торговые корабли.

### Расы и экономика
Изначально в игре было три расы — римляне, египтяне и азиаты. Дополнение Quest of the Amazons добавило четвёртую расу — амазонок. В отличие от предыдущих игр серии, экономическая модель немного отличается для разных рас. Например, при строительстве зданий римляне и амазонки затрачивают примерно одинаковое количество дерева и камня, египтяне нуждаются в большем количестве камня, чем дерева, а азиаты — наоборот. Также каждая раса обладает собственным наобором умений.
В игру была добавлена механика «божественного вмешательства». Получив жрецов и накопив достаточное количество маны, игрок может применить заклинание, которое даст ему экономический или военный бонус. Набор доступных заклинаний зависит от расы. Примеры заклинаний: превращение железа в золото, превращение врагов в союзников (у римлян), превращение рыбы в мясо, вызов лесного пожара (у египтян), превращение камня в железо, временное усиление своих солдат (у азиатов), превращение золота в камень, временная заморозка противников (у амазонок).

### Армия
Расширение территорий доступно с помощью поселенцев-пионеров, либо с помощью постройки военных сооружений возле границы. Когда в военное сооружение приходит первый солдат, территория расширяется. Для найма солдат игрок должен построить бараки, после чего он сможет превращать поселенцев в солдат, если у него есть достаточно оружия.
Солдаты делятся на три класса: мечники, лучники и копейщики. Каждый класс можно улучшить до двух раз с помощью религии. Также каждой расе доступны уникальные осадные машины.
При нападении на вражеское строение, если весь гарнизон погибает, нападающие занимают строение, и территория вокруг сооружения переходит под контроль нападающего. Защита происходит в автоматическом режиме. Солдаты всегда сражаются в полную силу на своей территории, а на чужбине их сила зависит от количества золота в распоряжении нападающего игрока.

## Сюжет
Сюжет игры подаётся с помощью мультипликационных фильмов между уровнями. Вступительный ролик игры изображает трёх богов: Юпитера (римляне), Гора (египтяне) и Чи Ю (китайцы), погрязающих в бездействии и пьянстве. Верховный бог, недовольный их поведением, приказывает им найти достойного лидера среди своих народов, который приведёт его к победе над другими. Бог победившего народа избежит наказания. Роль лидера одного из трёх народов берёт на себя игрок.

## Разработка

### Концепт и дизайн
Работа над The Settlers III началась в январе 1997 года, перед выпуском The Settlers II: Gold Edition. Изначально Blue Byte не планировала сразу же браться за создание сиквела, однако неожиданный успех первых двух игр серии убедил Фолькера Вертиха, геймдизайнера и программиста The Settlers, и Томаса Герцлера, CEO Blue Byte и продюсера серии, взяться за разработку. Вертих не принимал участие в разработке второй игры серии, потому что, по его словам, «после двух лет программирования The Settlers я не очень-то хотел ещё смотреть на этих маленьких человечков». Однако к 1997 году он захотел вернуться к разработке серии и попробовать реализовать новые идеи, которые, по его мнению, позволили бы The Settlers конкурировать с такими играми, как Warcraft II и Anno 1602.
Целью Вертиха было сохранить ключевые элементы геймплея Settlers, но улучшить графику, а также расширить и улучшить игровые механики насколько это было возможно. Он начал с изучения отзывов игроков в первые две игры серии и выделил два предложения: улучшить ненадёжную систему транспортировки из Settlers II и добавить возможность играть через интернет.
Поскольку Вертих планировал усложнить экономическую систему игры, работающую на законе спроса и предложения, он посчитал, что не стоит заставлять игрока самостоятельно настраивать логистику, поскольку это слишком сильно отвлекало бы его от процесса, и решил убрать из игры систему дорог. Теперь поселенцы могли свободно перемещаться по территории игрока, а поиском пути занимался искусственный интеллект. Также ещё в начале разработки Вертих решил, что расы в Settlers III должны не просто выглядеть по-разному, но и обладать разными возможностями и разными экономическими моделями, а также рядом уникальных строений. После консультации с Герцлером он также решил использовать 16-битную графику.

### Программирование и анимация
После того, как Вертих закончил проработку концепта, он нанял второго программиста, Дирка Ринжа. Ведущим графическим дизайнером и художником стал Торстен Гесс. Гесс создавал карандашные скетчи, после чего создавал трёхмерные модели в 3D Studio Max и рендерил их в двумерный формат. При создании текстур он использовал Adobe Photoshop, а для освещения использовался метод тонирования Гуро.
К июлю 1998 года Гесс приступил к создании скетчей поселенцев, уделяя особое внимание различию одинаковых поселенцев у разных рас (например, римского и египетского пекаря). Вскоре разработчики пришли к выводу, что это слишком большой объём работы для одного человека, и в августе был нанят второй художник, Торстен Уоллнер, который также занимался 3D-моделированием и работой над анимацией. Приступив к работе, Уоллнер пришёл к выводу, что зарисовки Гесса были слишком детализированными и нереализуемыми на доступном технологическом уровне. Художники решили начать работу с начала, приняв во внимание размер поселенцев на экране (32 пикселя в высоту). Чтобы поселенцы оставались достаточно детализирвоанными, Уоллнер решил исказить их пропорции и дать им непропорционально большие оружия и инструменты. Спустя неделю Уоллнер показал первые наработки Гессу, который решил внести ряд правок, сделав поселенцев более пухлыми и большеголовыми.

### Сюжет и кат-сцены
В январе 1998 года Гесс встретился с ведущим сценаристом Blue Byte Вольфгангом Вальком, чтобы обсудить сюжет игры. Поскольку к тому времени уже было решено добавить в игру механику «божественного вмешательства», Гесс предложил выстроить сюжет вокруг богов разных культур. За один вечер был набросан черновик сюжета, повествующего о соревновании между Юпитером (Рим), Гором (Египет) и Чи Ю (Азия). Герцлер и Вертих одобрили концепт. Вскоре команда поняла, что у них не остаётся времени на создание кат-сцен, и Гесс предложил нанять турецкую студию рисованной анимации Denge Animation, с которой он работал ранее. Один из штатных художников Blue Byte, Том Тил, создал зарисовки трёх основных персонажей с разных ракурсов и с разными выражениями лица, основываясь на концептах Гесса, которые были переданы Denge.

### Защита от копирования
The Settlers III использовала собственную систему защиты от копирования, Sysiphus. При запуске с пиратской копии, игра изначально работала штатно, однако плавильщики вместо железа производили свиней, деревья не росли, и игрок не мог получать новых поселенцев или накапливать ману. Предыдущие игры серии не содержали защиты от копирования, и Томас Герцлер связал коммерческий успех игры с введением системы Sysiphus. Однако эта система от копирования могла срабатывать и при игре с лицензионной копии, если компьютер пользователя был заражён определённым вирусом или использовал старый медленный привод CD-ROM.

## Дополнение

### Mission CD
Первое дополнение к игре, The Settlers III Mission CD, вышло в апреле 1999 года и включало три новых кампании по 8 миссий, 10 новых карт для однопользовательского режима, 10 карт для многопользовательского режима, улучшенный ИИ и редактор карт.

### Quest of the Amazons
В октябре 1999 года вышло второе дополнение, The Settlers III: Quest of the Amazons, включающее по 10 карт для однопользовательского и многопользовательского режима, улучшенный редактор карт и две новые кампании по 12 миссий. В основе дополнения лежит идея добавить в игру поселенок, которая появилась на ранних стадиях разработки, но была отложена до выпуска дополнений. Эрик Саймон, менеджер разработки из Blue Byte, прокомментировал: «фанаты серии годами засыпали нас просьбами наконец-то позволить поселенкам померяться силами со своими коллегами-мужчинами. Новая раса амазонок, без сомнения, встряхнёт мир Settlers, который в котором до этого доминировали исключительно мужчины».

### Gold Edition
В июне 2000 года вышло переиздание The Settlers III: Gold Edition, включавшее оригинальную игру, Mission CD и Quest of the Amazons. В сборник также вошли фанатские карты для однопользовательского и многопользовательского режима, подсказки и советы по прохождению в форматие HTML, новый упрощённый уровень сложности для однопользовательского режима, и незначительные улучшения графики. В Северной Америке Gold Edition была выпущена под названием Ultimate Collection. В 2013 году Ultimate Collection вышла в GOG.com.

### History Edition
В ноябре 2018 года Ubisoft перевыпустила Gold Edition в двух форматах — отдельный History Edition и в рамках сборника The Settlers: History Collection. Эта версия была оптимизирована для работы на Windows 10 и включала оба дополнения. Также были добавлены автосохранения, поддержка разрешений вплоть до 4K, поддержка нескольких мониторов, звуки повышенного качества, настройки курсора, скроллинга и уведомлений, а также онлайн-мультиплеер. Сборник был доступен эксклюзивно в магазине Uplay. В History Collection также входили другие игры серии: The Settlers, The Settlers II, The Settlers IV, The Settlers: Heritage of Kings, The Settlers: Rise of an Empire и The Settlers 7: Paths to a Kingdom.

## Оценки
| Сводный рейтинг       | Сводный рейтинг    |
| Агрегатор             | Оценка             |
| --------------------- | ------------------ |
| GameRankings          | 70,90 %            |
| Иноязычные издания    |                    |
| Издание               | Оценка             |
| GameRevolution        | 6/10               |
| Next Generation       | [ 58 ]             |
| PC Gamer (US)         | 85 %               |
| PC Games              | 88 %               |
| PC Player             | 85/100             |
| Русскоязычные издания |                    |
| Издание               | Оценка             |
| «Игромания»           | 9,1/10             |
| Награды               |                    |
| Издание               | Награда            |
| Eltern                | "Giga-Maus" (2000) |

Игра получила смешанные отызвы критиков; средний балл игры на агрегаторе GameRankings составлял 71 % на основе 21 рецензии.

### Продажи
The Settlers III снискала коммерческий успех. В ноябре 1998 года она была самой продаваемой игрой в Германии, и осталась второй самой продаваемой в декабре и январе. По итогам 1998 года она стала третьей самой продаваемой игрой в стране после Tomb Raider III и Anno 1602. К январю 1999 года продажи в мире превысили 500 000 копий. К февралю она стала платиновой в Германии — эта награда давалась играм, заработавшим в стране более 55 млн марок или проданным более 200 000 раз за первые 12 месяцев после выпуска. К апрелю 1999 года продажи в мире превысили 600 000 копий, из которых почти 400 000 приходились на Германию. К выпуску Gold Edition в июне 2000 года продажи достигли 700 000 копий.